# PGC 2016295
LEDA/PGC 2016295 ist eine Galaxie im Sternbild Dreieck am Nordsternhimmel. Sie ist schätzungsweise 438 Millionen Lichtjahre von der Milchstraße entfernt und hat einen Durchmesser von etwa 115.000 Lichtjahren. Vom Sonnensystem aus entfernt sich das Objekt mit einer errechneten Radialgeschwindigkeit von näherungsweise 9.700 Kilometern pro Sekunde.
Im selben Himmelsareal befinden sich unter anderem die Galaxien NGC 969, NGC 970, NGC 974, NGC 978.